# アハメド・ドゥキ
アハメド・ドゥヒ・アル＝ドッサリ（Ahmed Al-Dokhi Al-Dosari、أحمد الدوخي الدوسري）は、1976年10月25日生まれのサウジアラビアのサッカー選手である。ポジションはディフェンダーである。

## 来歴
1999-00シーズンには、アル・ヒラルの一員としてアジアクラブ選手権とアジアスーパーカップの二冠に貢献した。その後、2005年に移籍したアル・イテハドでもAFCチャンピオンズリーグの優勝を味わった。
2008-09シーズンはカタールSCに移籍し、初めてサウジアラビア国外でのプレーを経験したが、2009-10シーズンに帰国し、アル・ナスルに入団した。
サウジアラビア代表には1993年から招集され、FIFAワールドカップには、1998年、2002年、2006年の3大会に出場している。

## 代表歴

### 出場大会
- サウジアラビア代表
  - 1998 FIFAワールドカップ
  - 2002 FIFAワールドカップ
  - 2006 FIFAワールドカップ

### 試合数
- 国際Aマッチ 113試合 1得点（1997年-2006年）[3]

| サウジアラビア代表 | 国際Aマッチ | 国際Aマッチ |
| 年                 | 出場        | 得点        |
| ------------------ | ----------- | ----------- |
| 1997               | 11          | 0           |
| 1998               | 13          | 0           |
| 1999               | 0           | 0           |
| 2000               | 12          | 0           |
| 2001               | 18          | 0           |
| 2002               | 13          | 0           |
| 2003               | 9           | 1           |
| 2004               | 16          | 0           |
| 2005               | 2           | 0           |
| 2006               | 19          | 0           |
| 通算               | 113         | 1           |